# Monti Vetvejskij
I monti Vetvejskij (in russo Ветвейский хребет, Vetvejskij chrebet?) sono una catena montuosa della Russia estremo-orientale situata nel territorio della Kamčatka.
Vladimir Vasil'evič Atlasov fu il primo degli europei nella primavera del 1697 ad attraversare la catena durante la sua spedizione in Kamčatka.
I monti Vetvejskij sono una delle principali catene montuose dell'altopiano dei Coriacchi; si estende per 350 km, parallela alla catena dei Pylginskij, dalla quale è separata dalla pianura alluvionale del fiume Vyvenka. L'altezza massima è di 1 431 metri. La catena montuosa è sezionata dagli affluenti della Vivenka e del Kujul (Talovka);  ambedue i fiumi hanno origine dai Vetvejskij.